# Brayley (cràter)
Brayley és un cràter d'impacte de la Lluna situat a la part sud-oest de la Mare Imbrium. Mesura 14,5 km de diàmetre, i té una vora circular i un baix relleu al centre. No hi ha cràters notables que es superposin a la seva vora o a l'interior.

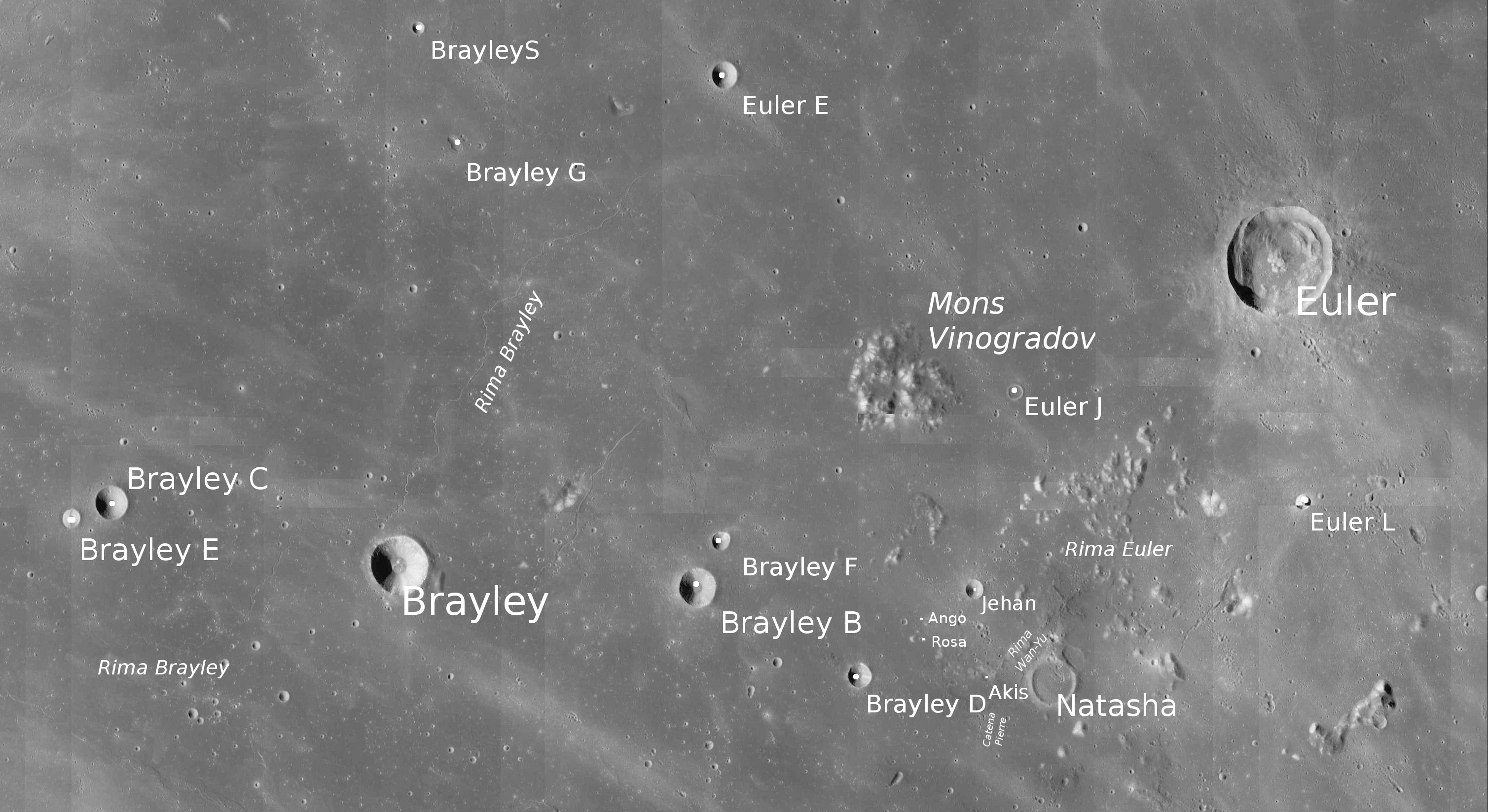
Localització de Brayley (inferior esquerra de la imatge)
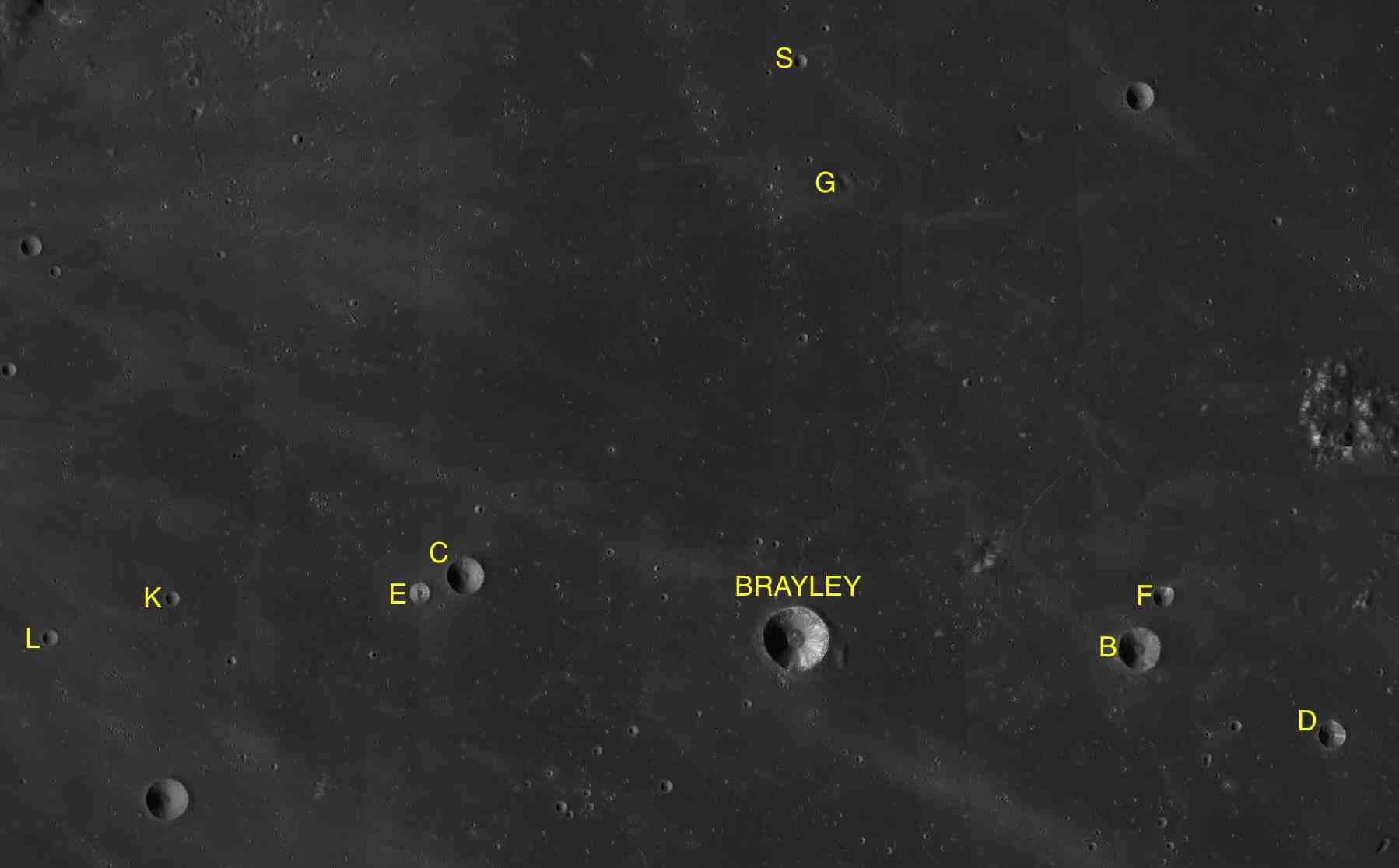
Cràters satèl·lit
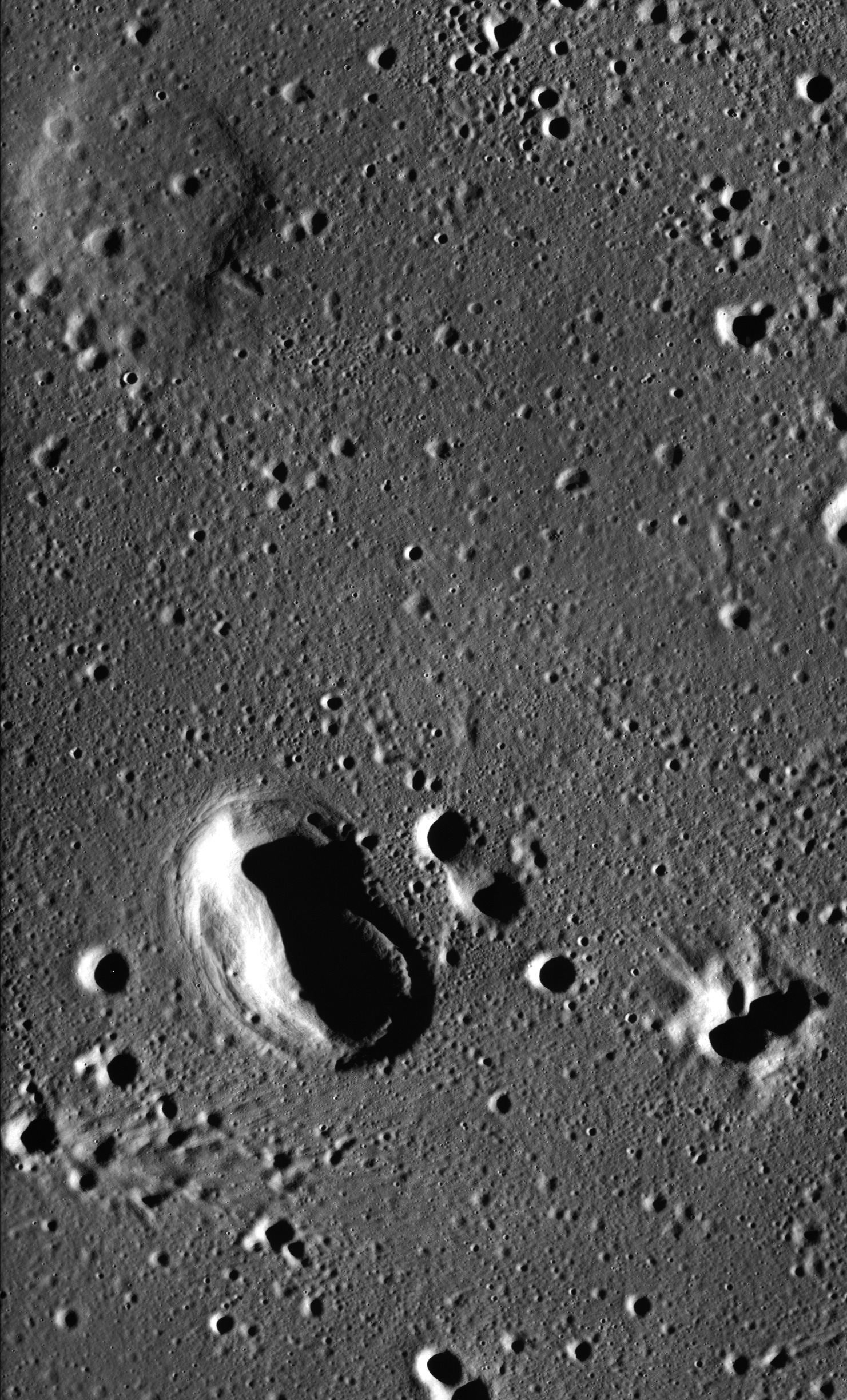
El cràter sense vora prop de la part inferior central d'aquesta imatge de l'Apollo 17 és Brayley G; és probablement una formació de col·lapse en lloc d'un cràter d'impacte

El cràter va rebre el nom del geògraf britànic Edward W. Brayley. La sinuosa Rima Brayley passa al nord de Brayley.

## Cràters satèl·lit
Per convenció aquests elements són identificats en els mapes lunars posant la lletra en el costat del punt central del cràter que està més proper a Brayley.
| Brayley | Coordenades                          | Diàmetre |
| ------- | ------------------------------------ | -------- |
| B       | 20° 48′ N, 34° 18′ O / 20.8°N,34.3°O | 10 km    |
| C       | 21° 24′ N, 39° 24′ O / 21.4°N,39.4°O | 9 km     |
| D       | 20° 06′ N, 32° 48′ O / 20.1°N,32.8°O | 6 km     |
| E       | 21° 12′ N, 39° 42′ O / 21.2°N,39.7°O | 5 km     |
| F       | 21° 06′ N, 34° 00′ O / 21.1°N,34.0°O | 5 km     |
| G       | 24° 12′ N, 36° 30′ O / 24.2°N,36.5°O | 5 km     |
| K       | 21° 12′ N, 41° 42′ O / 21.2°N,41.7°O | 3 km     |
| L       | 20° 54′ N, 42° 36′ O / 20.9°N,42.6°O | 4 km     |
| S       | 25° 00′ N, 36° 42′ O / 25.0°N,36.7°O | 3 km     |